# Scotopteryx subardua
Scotopteryx subardua là một loài bướm đêm trong họ Geometridae.